# Efapsa

Schematyczne przedstawienie synapsy elektrycznej

Efapsa, synapsa elektryczna – rodzaj synapsy, w której szczelina synaptyczna jest bardzo wąska, co umożliwia bezpośredni kontakt między koneksonami błony presynaptycznej oraz błony postsynaptycznej. W takiej synapsie przemieszczanie jonów, ładunków elektrycznych i przechodzenie potencjału czynnościowego między błonami odbywa się bez zmiany charakteru impulsu nerwowego.
Efapsy mogą pracować dwukierunkowo, a sygnał przekazywany jest przez nie bez opóźnienia.